# Calophasia subalbida
Calophasia subalbida är en fjärilsart som beskrevs av Otto Staudinger 1901. Calophasia subalbida ingår i släktet Calophasia och familjen nattflyn. Inga underarter finns listade i Catalogue of Life.